# Мустафаев, Кянан Шахабаддин оглы
Кянан Шахабаддин оглы Мустафаев (азерб. Kənan Şahabəddin oğlu Mustafayev; род. 21 ноября 1995, Газахский район) — азербайджанский волейболист и тренер.

## Карьера
Родился 21 ноября 1995 года в Газахском районе. Занимается волейболом с 2008 года. Карьеру начал в «Неглиййетчи».
С 2010 по 2014 год играл за юношеские сборные Азербайджана.
С 2016 по 2018 год играл за сборную Азербайджана до 19 лет.
В мае 2019 года на турнире по пляжному волейболу, посвященному памяти Гейдара Алиева в парке Европейских игр в Баку занял третье место.
С 2019 по 2021 год играл за ВК «Нефтчи».
С 2021 по 2023 год играл за «МОИК».
Является помощником тренера ЖВК «Абшерон».